# Bilje (Słowenia)
Bilje – wieś w Słowenii, w gminie Miren-Kostanjevica. W 2018 roku liczyła 1214 mieszkańców.